# Mentór
A görög mitológiában Mentór, Alkumusz fia Odüsszeusz jó barátja és fiának atyai tanácsadója volt.

## Ithakán
Odüsszeusz Mentórra „rábízta egészen a házát” amikor a trójai háborúba indult. Mentór gyámként áll Odüsszeusz fia, a felnövekvő Télemakhosz mellett, sőt az ithakaiak gyűlésén is felszólal érdekében:
„Én csak a népre haragszom, amért itt ültök, ahányan

vagytok mind némán, s szóval sem kéltek e néhány

kérőt megfékezni, pedig hát számotok is nagy.”
Amikor Pallasz Athéné, a bölcsesség istennője az immáron gyermekből ifjúvá serdült fiút jó tanácsokkal és buzdítással kívánja ellátni, maga is Mentor alakját veszi fel, és így szól hozzá:
„én az apád bajtársa vagyok, bennem bizakodhatsz.”
A még tétovázó ifjú elhajózásához Ithakából ő adja meg tettel és szóval a végső lökést, amire a halandó Mentór tettrekészségéből már nem futotta. Példaképként állítja a fiú elé apját, Odüsszeuszt:
„olyan ember volt, ki szavát, tettét befejezte.”
Az istennőnek ezenközben
„Mentóréhoz volt az alakja s a hangja hasonló,”
és így ha csele a mindenkiben istent gyanító görögök előtt nem is marad teljesen észrevétlen, csak egyvalaki van, akinek feltűnik a két Mentór: az egyik az Ithakán maradt halandó, a másik pedig az álruhás istennő, aki az apja után tudakozódó Télemakhoszt hajóútján is elkíséri.

## Püloszban

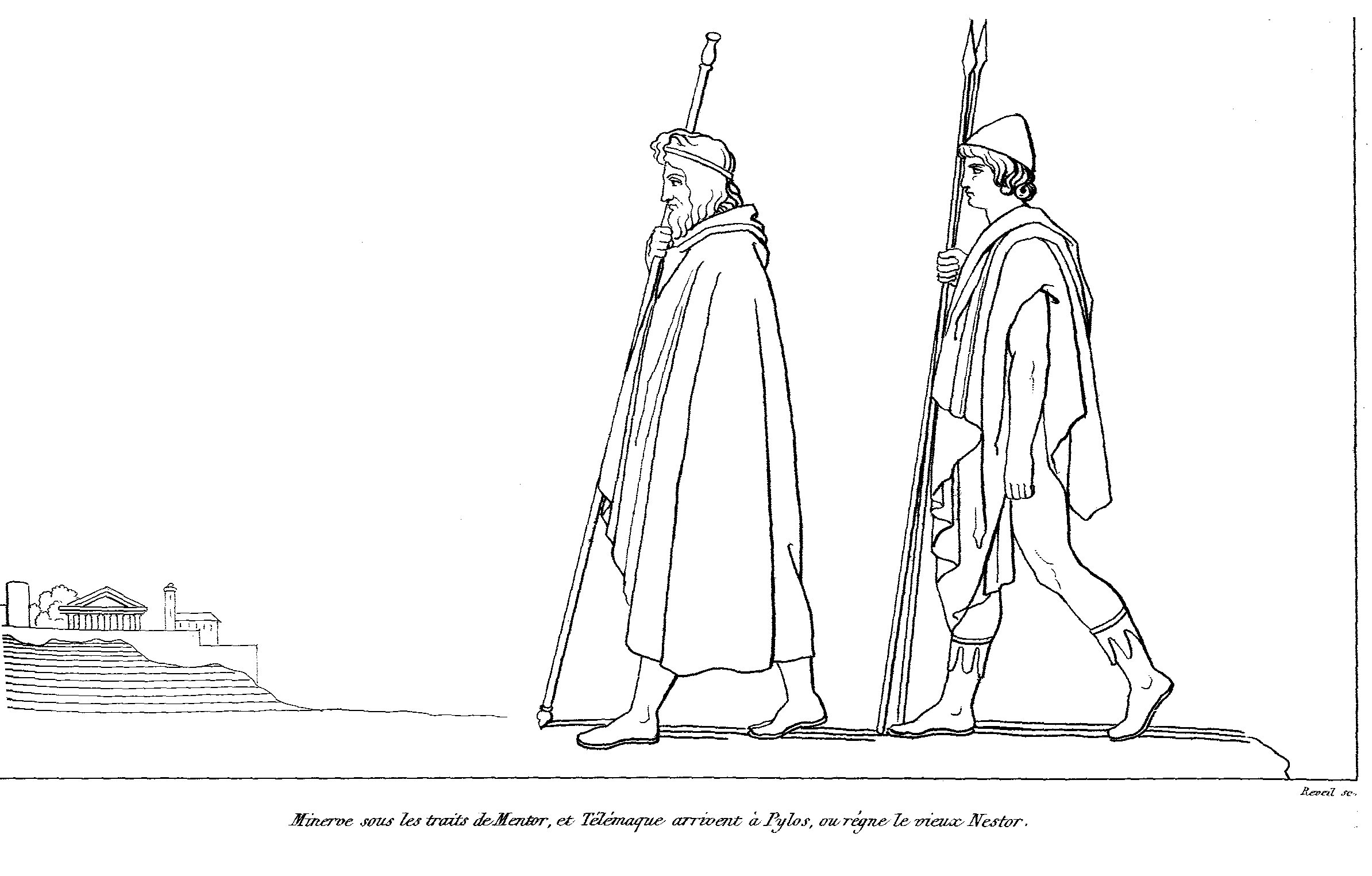
Minerva Mentor képében és Télémakhosz megérkeznek Püloszba, ahol az agg Nesztór uralkodik. John Flaxman (1755 - 1826)

Megérkezvén Nesztórhoz Püloszba Télemakhosz újabb bátorításra szorul Mentórtól, hogy az agg Nesztort kérdezni merje:
„Mert az okosszavu szónoklás még nem tudományom.”

Spártába, Menelaoszhoz vezet Télemakhosz útja tovább, de Pallasz Athéné, a bölcsesség istennője nem látja szükségesnek a Mentór képében nyújtott további külön támogatást:
„…és tovatűnt a bagolyszemü Pallasz Athéné

tengeri sasként; és megdöbbent mind, aki látta.”